# Райпільська сільська рада
Райпільська сільська рада — колишній орган місцевого самоврядування у Межівському районі Дніпропетровської області з центром у с. Райполе.

## Населені пункти
Сільській раді підпорядковані населені пункти:
- с. Райполе
- с. Колона-Межова
- с. Біляківка
- с. Мар'ївка
- с. Новоолександрівка
- с. Новопідгородне
- с. Сухарева Балка

## Склад ради
Рада складається з 16 депутатів та голови.